# Economía del México Prehispánico
Las primeras formas de organización económica en el México prehispánico fueron actividades de agricultura y caza. Los primeros hombres que habitaron las tierras mexicanas y parte de Centroamérica fueron esencialmente grandes constructores y posteriormente creadores de grandes civilizaciones, sin embargo para comprender la economía prehispánica debemos a  tomar en cuenta la actividad mercantil, las formas de propiedad privada, la división de la sociedad en clases y el impacto que generaba en la economía la intervención del Tlatoani.

## Periodo Preclásico

### Periodo Preclásico en Mesoamérica (2500 a.C.-200 d.C.)
El preclásico se caracteriza por un incremento  demográfico y el sedentarismo, ocasionando el origen de distintas sociedades complejas con una economía de sistemas intensivos de cultivos.
Sin embargo, no se sabe por qué se tuvo que adoptar la agricultura. Algunos investigadores dicen que la agricultura obligó a las sociedades a adoptar el sedentarismo; otros piensan que la agricultura se dio debido al crecimiento demográfico, ya que la agricultura podía abastecer a más personas que solo con la caza y recolección.
Durante este periodo, poco a poco fue surgiendo el urbanismo, provocando una división entre la vida rural y urbana, que por el lado de la rural principalmente se dedicaban a producir alimentos, mientras que en la urbana se dedicaban a consumirla.
Estas culturas que se desarrollaron en esta etapa, al ser sedentarias, tuvieron la tendencia de fabricar y modernizar la cerámica. La cerámica fue un factor muy importante en el preclásico porque permitió a las culturas un mejor transporte de las cosas así como el uso de hornos para construir, cocinar o formar figurillas especiales como figurillas femeninas.

### El Preclásico temprano (2500 a.C.- 1200 a.C.)
Este periodo dio inicio a los asentamientos de las sociedades, con el agrupamiento de aldeas o caseríos de cinco o 10 chozas, donde habitaban familias numerosas. Sin embargo, todavía no existía alguna estratificación social, que no fue hasta el preclásico medio y tardío donde empezó a existir dicha estratificación social sólida.
En la agricultura, las sociedades que se asentaron en Estados como Puebla (Valle de Tehuacán y el sitio lacustre de Tlapacoya-Zohapilco), Tlaxcala y Tabasco, empezaron a domesticar plantas silvestres como el maíz, el amaranto, la calabaza, el chayote, el chile y el tomate verde. 
Por otro lado, en la península de Yucatán y en el centro de México todavía no habían domesticado plantas.

### El Preclásico medio (1200 a.C.-400 a.C.)
Durante el preclásico medio, comenzó a haber enormes distinciones de estatus social, como las actividades que realizaban las personas de clase alta y las de baja. Por un lado, las clases altas o grupos de élite se dedicaban a la organización del comercio así como las ceremonias religiosas, por otro lado, los de clase baja se dedicaban principalmente a la agricultura y a la construcción de las ciudades. 
El comercio a grandes distancias entre las culturas de Mesoamérica, fue incrementando. Pero sobre todo, la especialización regional fue un factor clave durante este periodo. El comercio también fue clave para crear lealtades entre sus aliados y vasallos. No obstante, el comercio a grandes distancias no era muy numeroso, ya que no existía alguna tecnología de transporte como para facilitar el traslado. Es por eso que las culturas mandaban a personas (Tamemes) a ir en pie a esos destinos. Los tamemes solo cargaban todos los productos que podían llevar en su espalda. Hay casos, donde existía relevos si la distancia era muy amplia.
Por el lado de la religión, en este periodo fue tomando un gran poder sobre la sociedad, donde los dioses estaban relacionados con los alimentos y los elementos de la tierra.
Culturas del Preclásico medio (1200-400 a.C.)
Olmecas 
Los Olmecas se consideran la cultura madre de las culturas precolombinas. Sin embargo, se dice que los Olmecas fueron una mezcla de diferentes culturas que hablaban mixe-zoqueanos.
El primer gran centro regional olmeca fue San Lorenzo (1150-900 a. C.). Las actividades económicas de San Lorenzo no son tan conocidas, aunque se han encontrado talleres de obsidiana.
La segunda capital de los Olmecas fue La Venta (900-500 a. C.) que gracias a su ubicación hubo un gran incremento demográfico debido a los recursos naturales que tenían a su alrededor. Tales como la pesca, la caza recolección y la agricultura era lo más importante.
Valle de México
Durante este periodo surgieron capitales en el Valle de México como Tlapacoya, Tatilco y Coapexco. Estas capitales tenían gran parte del control de las rutas comerciales. Dentro de estas, se comercializaba una gran variedad de bienes de la región, tales como asfalto, cinabrio, cuarzo, mica, obsidiana y pirita.
Se han encontrado evidencias que aproximadamente en el año 1000 a. C. hubo un gran desarrollo de sistemas hidráulicos en la región semiárida de la región, con el inicio del uso de la chinampa, las culturas pudieron tener un mayor aprovechamiento de las tierras.
En los Valles centrales de Oaxaca, hubo un incremento demográfico y una sociedad estratificada. La más importante en esta región de ese periodo fue San José Mogote, que contaba con varias plataforma de adobe y piedra y estaba rodeado por varias aldeas que producían diferentes productos, entre ellos la aldea de Salinas, que producía sal. No obstante, San José Mogote tenía diferentes barrios que estaban especializados en la producción de artesanías.
Entre 600 y 500 a. C. empieza el centro protourbano de Cuicuilco, que con esto da el final del Periodo preclásico medio.
Comercio de las culturas durante el preclásico medio

### El pre clásico tardío (400 a.C.-200 d.C.)
Durante este periodo hubo un incremento de construcción de imponentes edificios, caminos, obras hidráulicas usadas para el almacenamiento de agua y drenaje. Además, la elaboración de chinampas y terrazas permitieron una producción de alimentos ocasionando un incremento importante en la población y el fortalecimiento del gobierno centralizado.
Gracias al comercio y la propia producción, hubo una disparidad en el número de asentamientos así como su complejidad. Sin embargo, también ocasionó un abandono de ciudades en busca de las nuevas capitales como Cholula, El Pital, Teotihuacán, Tikal, Cuicuilco, etc. Ya que una característica de estas ciudades es que tenían una gran riqueza y un sistema de gobierno centralizado y fuerte.
Cuicuilco
Cuicuilco fue el sitio más importante de la región en el preclásico, edificada sobre tierras muy fértiles ya que estaba rodeada de volcanes, entre ellos, el volcán Xitle. Tenía una población de 53.000 personas, una de las ciudades más habitadas después de Teotihuacán. Desafortunadamente, debido a la gran erupción provocada por el volcán Xitle en 100 a. C. aniquiló a gran parte de la población cuicuilca. Sin embargo, en 400 a. C. debido a un torrente de lava del Ajusco, la población restante fue eliminada.
Otro fenómeno natural fue la erupción del volcán Popocatépetl en el 1 d. C., que provocó que la población de capitales como Chacaltzingo, Atlantepec, Cuajimalpa, Amaluacan, etc. Se fueran a otras capitales, tales como Cholula, Totimehuacan y Teotihuacán. Convirtiéndolos en unas megalópolis. Esto ocasionó que estas megalópolis tuvieran un crecimiento exponencial en lo económico y cultural. 
Investigaciones afirman que las pirámides del Sol y de la Luna en Teotihuacán estaban planeadas para hacerse 2 siglos después, sin embargo, con la llegada de un gran número mano de obra, el proyecto se adelantó. Las principales actividades económicas de los teotihuacanos fueron la agricultura y el comercio, así como los tributos que recibían por parte de otras culturas que estaban bajo el dominio teotihuacano.
La agricultura teotihuacana tuvo innovaciones como la construcción de terrazas, chinampas e irrigación por canales.Teotihuacán exportaba principalmente cacao, algodón y obsidiana.
Cerca de teotihuacán se encontraba grandes cantidades de obsidiana, piedra usada  para cuchillos, puntas de flechas o esculturas.  Por lo que le permitió tener un gran comercio de obsidiana a todos los pueblos de Mesoamérica. 
En los valles centrales de Oaxaca, las sociedades tuvieron una tendencia de unirse, provocando así la gran ciudad de Monte Albán. Las principales sociedades que se unieron provenían de los tres valles de Oaxaca: de Etla, Mitla-Tlacolula y Valle grande. En el 200 d. C. se decía que Monte Albán contaba con 5000 habitantes, mientras que los sitios secundarios de los valles llegaban a 200 pobladores. Durante la primera fase del desarrollo (500-200 a. C.) se construyó el Edificio de los Danzantes, la estructura más emblemática del lugar.
Durante la segunda fase de su desarrollo (200 a. C.-250 d. C.) la población creció hasta 14000 habitantes. 
Había cultivos de maíz, aguacate y frijol y existía un intercambio importante con Teotihuacán con  obsidiana, jade, cerámica y sal.

## Periodo Clásico
El Periodo Clásico, que abarca del año 200 al 900., se caracteriza porque las civilizaciones crecieron, construyeron grandes ciudades y mejoraron también las técnicas de agricultura, orfebrería, metalurgia y cerámicas. A partir del año 400 d. C., un incremento en la eficiencia de las técnicas agrícolas, logró la transformación de las sociedades de la época, las que además de ser centros administrativos y religiosos, fungieron como complejos productivos y centros comerciales.
A lo largo  de la historia de las comunidades sedentarias del México antiguo existió un comercio importante, sobre todo de bienes duraderos: concretamente, materias primas y artefactos terminados que se utilizaban en procesos de trabajo, en la guerra y en el ritual. Teotihuacán, la ciudad más importante del periodo, ejerció una fuerte influencia en toda Mesoamérica, no por su capacidad económica o militar, o por su organización particular sino por su papel de productor y distribuidor de mercancías para el intercambio.
La cultura maya del clásico también fungió un papel importante en la economía mesoamericana, con mercados en un número creciente de ciudades mayas.1 Las ciudades del altiplano tenían mercados en plazas permanentes, que contaban con la presencia de funcionarios para resolver disputas, hacer cumplir las normas, y recaudar impuestos. Sin embargo la ciudad que más predominio tuvo en la esfera comercial fue sin lugar a dudas Teotihuacán, quienes intercambiaban con lugares tan lejanos como Nuevo México o Guatemala.
La primera etapa del clásico estuvo dominada por Teotihuacán comienza con la política expansionista de esta ciudad, que la llevó a controlar las principales rutas comerciales de Mesoamérica por lo que muchas de las hipótesis sobre la “razón de ser” de Teotihuacán asignan al comercio una importancia vital y además de acuerdo con algunos autores, la expansión teotihuacana se realizó con base en el comercio, lo que además explicaría la presencia de la cerámica Anaranjado Delgado en yacimientos de diversas zonas.
Otras importantes actividades económicas de los teotihuacanos eran la producción artesanal (objetos de alfarería y de manufacturas de obsidiana) y el comercio de larga distancia. En ambos casos, existió una importante especialización y, debido a la demanda, se hizo necesario modificar técnicas para producir masivamente (por ejemplo, a través de la utilización de moldes y modelado sin torno en el caso de la alfarería).
La hegemonía política y económica teotihuacana estaba basada en dos productos extranjeros, sobre los cuales tenía el monopolio: la cerámica Anaranjado, producida en el valle Poblano-Tlaxcalteca, y los yacimientos minerales de la sierra en el actual estado de Hidalgo, entre los cuales destaca la obsidiana de la sierra de las Navajas y Otumba.
Es innegable la existencia de rutas de comercio y centros redistribuidores entre el gran centro urbano  de Teotihuacán y prácticamente el resto de las regiones mesoamericanas. En Matacapán, un sitio a cinco kilómetros al oriente de San Andrés de Tuxtla, Veracruz, se ha postulado como enclave teotihuacano que operaba como redistribuidor de mercancías de la gran ciudad.
Se ha propuesto la existencia de un angosto “corredor teotihuacano “ en la Cuenca Puebla-Tlaxcala que iría desde Calpulalpan y Apan hasta la Laguna de Totolac, al oriente del cerro de La Malinche: una distancia total de alrededor de 70 kilómetros. Más aún se argumenta que tal corredor tendría como remate la Huasteca, por un lado, y los valles de Oaxaca por otro. La propuesta de ese recorrido comercial se basa en que, a todo lo largo de la ruta, es posible encontrar un material cerámico característico de Teotihuacán, el llamado tipo Naranja Delgado, producido en el sur de Puebla pero comercializado por la urbe. Tal parece que ese material no se encuentra en sitios fuera del corredor.

## Posclásico (900-1521)

### Posclásico Temprano (900,1168)
Los cambios ocurridos no trajeron transformaciones como para que se pudiera hablar de un nuevo tipo de civilización.
80% de la población de Teotihuacán abandonó la ciudad.
Se establecieron nuevas formas de colonización, estableciendo alianzas entre señoríos para consolidar ciertas rutas y flujos comerciales.
Existió un momento de auge durante la urbanización del espacio, generando así avances en la construcción de obras hidráulicas y defensivas.
La guerra fue una constante en los últimos siglos de Mesoamérica, generando así inestabilidad en el desarrollo y sus vías de manera significativa.
Tula
Para el año 900 Teotihuacán había sido abandonada y Tula se convirtió en el principal centro urbano del Valle de México.
Los ríos cercanos permitieron trazar una red de canales que riego que facilitaron la alimentación de los habitantes.
El poder de Tula estaba sustentado por la amplia y firme red de vínculos con otros asentamientos, teniendo también así ciudades que fueron súbditos de Tula.
Posclásico Tardío (1168-1521)
En Tollan-Xicocotitlan es muy probable que existiera una división entre los dos componentes del grupo dirigente en Tula: los nonoalcas y los tolteca-chichimecas.
Inestabilidad y crisis, destrucciones, incendios y por último un abandono de la ciudad
Restauración Tolteca y el ingreso masivo de Chichimecas
Después de abandonar la ciudad, un gran número de Toltecas buscaron refugiarse en localidades aledañas.
La crisis no condujo al abandono y extinción de sus tradiciones, sino al contrario, se preservó y vinculó con otros señoríos.
Durante la segunda mitad del siglo XIII los territorios políticos más importantes fueron Culhuacán, el heredero de Tula; también Tenayuca.
El Siglo de Hegemonía y el Esplendor de México-Tenochtitlan
Los mexicas entraron en alianza con Texcoco y Tlacopan, convirtiendo así a Tenochtitlan en el Estado más poderoso.
Su esplendor duró escasamente 1 siglo.
Sociedades del Posclásico
Las poblaciones
Existían alrededor de 1500 señoríos los cuales formaban alianzas entre sí. Cada señorío funcionaba como unidad territorial. El gobernante supremo era conocido como Tlatoani. Más que ser subdivisiones territoriales eran comunidades fuertemente unidas.
División social
Eran comunidades sin estratificación social, todas las familias vivían en las mismas condiciones, el único que destacaba era el Tlatoani.
Tres tipos de trabajadores que representaban diferencias con el resto de los plebeyos: los renteros, los terrazgueros y los esclavos.
Los renteros trabajan tierras ajenas pero no estaban obligados a permanecer a perpetuidad en esas tierras.
Los terrazgueros trabajaban las tierras patrimoniales y vivían en sus cercanías; daban la mayor parte de la producción de esas tierras y aparte debían realizar trabajos personales. Carecían de tierras propias y estaban obligados a permanecer en permanencia en esas tierras.
La esclavitud no fue importante desde el punto de vista económico, pero existían dos tipos de esclavos: los domésticos y los que eran usados para el sacrificio humano.

## Los orígenes De los cazadores y recolectores a las sociedades tributarias, 22,000a.C - 1519 d.C.
México fue integrado al mercado internacional a mitad del siglo XVI.
En la historia económica de la antigüedad mexicana existieron y se pueden estudiar tres tipos de sociedades que son: cazadores-recolectores, agricultores igualitarios y sociedades tributarias.
Cazadores-recolectoras
Hasta 7000 a. C. La mayoría de los grupos que recorrieron nuestro territorio fueron parte del tipo de sociedad cazadores-recolectoras.  En algunas zonas llegar a formas de civilizaciones un poco más establecidos y complejas. La organización económica social de este tipo de sociedad estaba relacionada especialmente a su interacción con la naturaleza y la tierra, siendo esta una parte activa de sus vidas y no solamente un objeto de trabajo. Tienen como principal problema al transporte ya que tenían como único animal doméstico al perro el cual en algunas ocasiones era usado para la caza y otras ocasiones como transporte. Ellos  necesitaban de lo mínimo para vivir.
La distribución de los productos se realizan en función de normas de parentesco y con esto poder generar una supervivencia común dando completo abastecimiento alimentario a toda la población asegurando así la supervivencia de todos los miembros de la sociedad.
Agricultores igualitarios
La comunidad agrícola igualitarias tiene como característica social importante la centralidad económica dentro del hogar. Las tierras de cultivo son propiedad de toda la comunidad pero la explotación y trabajo de las mismas estaba a cargo de la familia, la cual era la unidad económica principal.  Entre los años 6000 y 2000 los habitantes de nuestro territorio sustituyeron la caza y recolección por la agricultura cambiando así la relación del hombre con la tierra, las plantas y los animales creando así una revolución económica en México.  Se comenzó a esclarecer la constitución de las tribus y las  primeras señales de estratificación comenzaron a aparecer. La cueva y el buen abrigo temporal fueron sustituidos por las viviendas permanentes.  Se generó un aumento demográfico debido a los índices de fecundidad y mayor productividad en la tierra.
Sociedades Tributarias
Las sociedades tributarias tienen su sustento en agricultura intensiva, se apoyaban en el riego y el abono.  Surge la ciudad y el Estado,  el cual frena el desarrollo de la propiedad privada e integra a la religión a sus filas manteniendo así su hegemonía. Entre el año 1200 Y 1000 a. C. Aparecieron las primeras sociedades complejas en Mesoamérica y desde ahí fueron creciendo y desarrollándose transformando a nuestro territorio en uno de los más grandes centros mundiales de la civilización antigua.
Hay una intensificación de la agricultura por medios de irrigación, abono sistemático o una combinación de todos ellos.
Hay una división del trabajo mucho mayor y con esto una mayor distribución de  la especialización.
Aparece una clase dominante la cual controla el excedente económico. Se llevan a cabo ideologías de guerra y de expansión. Aparece la esclavitud, el trabajo servil y el trabajo asalariado. El comercio local, el de larga distancia y los grandes mercados urbanos son regularizados abriendo así la opción de aparecer por primera vez formas de dinero. El desarrollo de estas tres etapas representan el cambio de sociedades primitivas a una conformación de civilizaciones establecidas